# Gioan Thánh Giá
Thánh Gioan Thánh Giá (tiếng Tây Ban Nha: San Juan de la Cruz) (14 tháng 6 năm 1542 - 14 tháng 12 năm 1591) là một nhân vật lớn trong cuộc Cải cách Công giáo, một nhà thần bí người Tây Ban Nha và một tu sĩ Dòng Cát Minh.
Ông được biết đến trong việc hợp tác với Thánh Têrêsa thành Ávila trong cuộc cải cách của dòng Cát Minh (còn gọi là Dòng Camêlô) và các bài viết của ông, gồm thơ cũng như những nghiên cứu về sự thăng tiến của linh hồn (trong quan niệm Kitô giáo về việc tạm thời tách ra khỏi vật chất và gắn bó với Thiên Chúa) được xem như là đỉnh cao của văn học thần bí Tây Ban Nha nói riêng và một trong những chóp đỉnh của văn học Tây Ban Nha nói chung. Ông là một trong ba mươi sáu Tiến sĩ Hội Thánh.

## Cuộc đời

### Thời thơ ấu và Học vấn
Ông sinh tại Fontiveros, một ngôi làng nhỏ gần Ávila trong một gia đình gốc Do Thái theo đạo Công giáo với lý do tránh né việc bắt bớ. Cha ông chết khi ông còn trẻ, vì vậy Gioan, hai anh trai, cùng người mẹ goá phải vật lộn với cảnh nghèo đói, di chuyển xung quanh và sinh sống tại các làng Castilian khác nhau. Cuối cùng là tại Medina del Campo vào năm 1551. Tại đây, ông làm việc tại một bệnh viện và học môn khoa học nhân văn tại một trường thuộc Dòng Tên từ 1559 đến 1563. Dòng Tên đang là một tổ chức mới ở thời đó, chỉ mới được thành lập một vài năm trước bởi Inhaxiô thành Loyola. Ngày 24 tháng 2 năm 1563, ông gia nhập Dòng Cát Minh, lấy tên là Juan de Santo Matía.
Năm 1564, ông khấn dòng sau thời gian tập sự và chuyển tới Salamanca, nơi ông học triết học tại Colegio de San Andrés. Thời gian tại đây có lẽ đã ảnh hưởng đến tất cả các công trình sau này của Gioan vì có giáo sư Luis de León dạy khoa nghiên cứu Thánh Kinh (giải thích Kinh Thánh Exegesis bằng tiếng Do Thái, tiếng Aram) tại đại học. León là một trong những chuyên gia hàng đầu trong khoa Nghiên cứu Thánh Kinh thời đó và đã viết một bản dịch Sách Diễm Ca bằng tiếng Tây Ban Nha. Thời đó, bản dịch này gây nhiều tranh cãi vì việc chuyển dịch Kinh Thánh sang tiếng địa phương không được cho phép tại Tây Ban Nha.

### Chức linh mục và hợp tác với Têrêsa Ávila
Gioan được phong chức linh mục vào năm 1567 và ông cho biết ý muốn gia nhập dòng Carthusian khắt khe vì bị lôi cuốn bởi sự khuyến khích về tính chiêm niệm thinh lặng và ẩn kính của dòng. Trước đó, ông đã đến Medina del Campo, nơi ông gặp gỡ nữ tu Têrêsa. Bà lập tức nói với ông về kế hoạch cải cách của bà dành cho dòng Cát Minh và xin ông khoan nhập dòng Carthusian. Năm sau, vào ngày 28 tháng 11, ông bắt đầu cuộc cải cách này tại Dulero cùng với linh mục Antonio de Jesús de Heredia. Và thị trấn Dulero bé nhỏ và nghèo nàn này trở nên một trung tâm Công giáo.
Gioan tiếp tục công việc giúp đỡ nữ tu Têrêsa cho đến năm 1577 để lập nên các tu viện mới xung quanh Tây Ban Nha, năng động giúp đỡ điều hành các tu viện này. Các tu viện cũng như quá trình cải cách này bị nhiều tu sĩ Dòng Cát Minh chống đối vì họ nghĩ rằng tu viện mà Têrêsa lập nên quá khắt khe. Thậm chí, một số nữ tu chống đối này không cho Têrêsa vào các tu viện của họ.
Những người ủng hộ công việc của Gioan Thánh Giá và Têrêsa lúc này tự phân biệt họ với nhóm chống đối bằng cách gọi mình là các tu sĩ Cát Minh "không mang giày" (hoặc "đi chân đất") và những người kia là "mang giày".

### Bắt giam, Các bài viết, Tra tấn, Cái chết và Công nhận
Vào các đêm 3 và 4 tháng 12 năm 1577, sau khi từ chối chuyển đi chỗ khác theo lệnh của tu sĩ bề trên Cát Minh, đúng hơn là vì các cố gắng của ông trong việc cải cách đời sống trong dòng Cát Minh, Gioan bị bắt theo lệnh bề trên và giam tại Toledo. Tại đây, ông được đặt dưới một chế độ tàn bạo bao gồm bị đánh bằng roi trước mặt toàn thể tu viện ít nhất hàng tuần, và bị biệt giam trong một căn buồng nhỏ xíu ngột ngạt vừa đủ cho thân xác của ông. Ông đã xoay xở để tẩu thoát sau chín tháng, vào ngày 15 tháng 8 năm 1578. Cũng trong lúc đó, ông đã sáng tác một phần lớn của bài thơ nổ tiếng nhất của mình: Bản Trường ca Thiêng liêng trong lúc bị bắt giam; sự đau đớn nặng nề và sự kiên trì về vấn đề thiêng liêng của ông đã được thể hiện trong tất cả các bài viết sau này của Gioan.
Sau khi đã trở lại với cuộc sống bình thường, ông tiếp tục công việc cải cách và thành lập các tu viện cho dòng Cát Minh "không mang giày" mới thành lập mà ông đã giúp ổn định cùng với người bạn là Têrêsa thành Ávila (Têrêsa Giêsu).
Ông qua đời vào ngày 14 tháng 12 năm 1591. Các tác phẩm của ông được xuất bản lần đầu tiên vào năm 1681. Ông được phong hiển Thánh bởi Giáo hoàng Biển Đức XIII vào năm 1726. Vào năm 1926, ông được phong Tiến sĩ Hội Thánh bởi Giáo hoàng Piô XI.
Giáo hội Anh giáo tưởng nhớ đến ông với tư cách "Thầy dạy Đức tin".